# NGC 3621
NGC 3621 (другие обозначения — ESO 377-37, MCG -5-27-8, UGCA 232, AM 1115-323, IRAS11159-3235, PGC 34554) — галактика в созвездии Гидра.
Этот объект входит в число перечисленных в оригинальной редакции «Нового общего каталога».

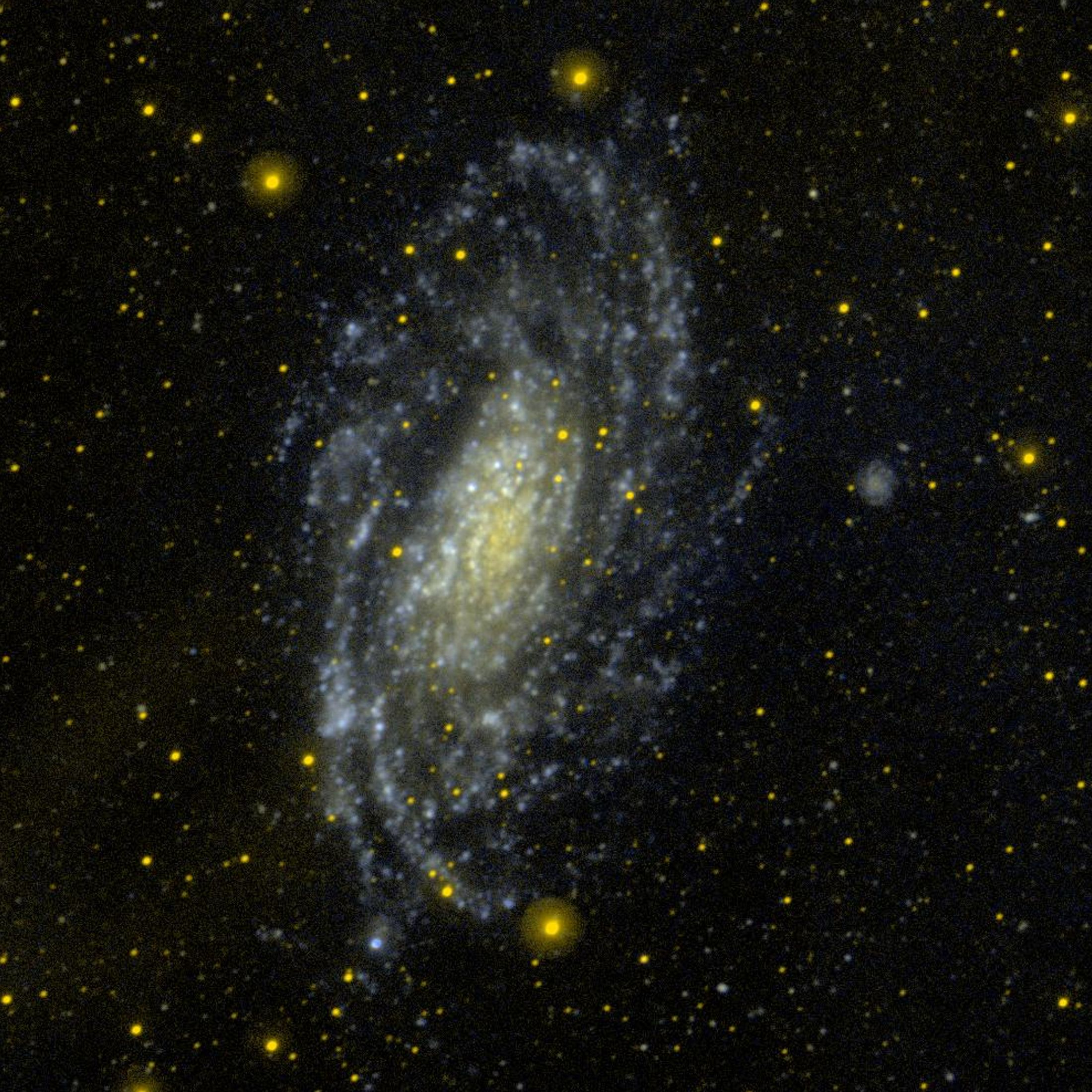
GALEX: NGC 3621 в ультрафиолетовом спектре

## Причины формы
Учёные полагают, что "плоские" галактики, подобные этой, не переживали столкновений с соседями, в результате которых и формируется "пузырь" из звезд. На сегодняшний день большинство астрономов придерживаются мнения, что звездные скопления увеличиваются в размерах именно в результате встреч с другими галактиками. Тем не менее, в последнее время было получено немало данных, указывающих, что "галактики-блины" довольно распространены во Вселенной.